# Alfonso II Piccolomini
Alfonso Piccolomini (Napoli, 10 marzo 1499 – Isola di Nisida, 17 febbraio 1559) è stato un politico italiano del XVI secolo.

## Biografia
Appartenente alla nobile famiglia senese dei Piccolomini, era nipote di Antonio, con il quale ricoprì la carica di giustiziere del Regno di Napoli.
Carlo V lo nominò capitano del popolo di Siena negli anni 1528-1530 e 1531-1541.
In seguito perse la fiducia dell'imperatore, il quale lo sospettava fautore delle mire francesi sulla città e si ritirò quindi a vita privata.

## Ascendenza
|                                                  |                          |                                                      | Genitori                                             |  |  | Nonni |  |  | Bisnonni            |  |  | Trisnonni         |  |
|                                                  |                          |                                                      |                                                      |  |  |       |  |  | Giovanni Todeschini |  |  | Pietro Todeschini |  |
|                                                  |                          |                                                      |                                                      |  |  |       |  |  | Giovanni Todeschini |  |  | Pietro Todeschini |  |
|                                                  |                          | …                                                    |                                                      |  |  |       |  |  | Giovanni Todeschini |  |  |                   |  |
| Antonio Todeschini Piccolomini, duca d'Amalfi    |                          |                                                      |                                                      |  |  |       |  |  | Giovanni Todeschini |  |  |                   |  |
|                                                  |                          | Laudomia Piccolomini                                 | Silvio Piccolomini                                   |  |  |       |  |  |                     |  |  |                   |  |
|                                                  |                          | Laudomia Piccolomini                                 | Silvio Piccolomini                                   |  |  |       |  |  |                     |  |  |                   |  |
|                                                  |                          | Laudomia Piccolomini                                 | Vittoria Forteguerri                                 |  |  |       |  |  |                     |  |  |                   |  |
| Alfonso I Todeschini Piccolomini, duca d'Amalfi  |                          | Laudomia Piccolomini                                 |                                                      |  |  |       |  |  |                     |  |  |                   |  |
|                                                  |                          | Marino Marzano, principe di Rossano                  | Giovanni Antonio Marzano, principe di Rossano        |  |  |       |  |  |                     |  |  |                   |  |
|                                                  |                          | Marino Marzano, principe di Rossano                  | Giovanni Antonio Marzano, principe di Rossano        |  |  |       |  |  |                     |  |  |                   |  |
|                                                  |                          | Marino Marzano, principe di Rossano                  | Covella Ruffo, duchessa di Sessa                     |  |  |       |  |  |                     |  |  |                   |  |
| Maria Marzano                                    |                          | Marino Marzano, principe di Rossano                  |                                                      |  |  |       |  |  |                     |  |  |                   |  |
|                                                  |                          | Eleonora d'Aragona                                   | Alfonso V, re d'Aragona e Napoli                     |  |  |       |  |  |                     |  |  |                   |  |
|                                                  |                          | Eleonora d'Aragona                                   | Alfonso V, re d'Aragona e Napoli                     |  |  |       |  |  |                     |  |  |                   |  |
|                                                  |                          | Eleonora d'Aragona                                   | Gueraldona Carlino                                   |  |  |       |  |  |                     |  |  |                   |  |
| Alfonso II Todeschini Piccolomini, duca d'Amalfi |                          | Eleonora d'Aragona                                   |                                                      |  |  |       |  |  |                     |  |  |                   |  |
|                                                  | Ferrante I, re di Napoli | Alfonso V, re d'Aragona e Napoli                     |                                                      |  |  |       |  |  |                     |  |  |                   |  |
|                                                  | Ferrante I, re di Napoli | Alfonso V, re d'Aragona e Napoli                     |                                                      |  |  |       |  |  |                     |  |  |                   |  |
|                                                  | Ferrante I, re di Napoli | Gueraldona Carlino                                   |                                                      |  |  |       |  |  |                     |  |  |                   |  |
| Enrico d'Aragona, marchese di Gerace             | Ferrante I, re di Napoli |                                                      |                                                      |  |  |       |  |  |                     |  |  |                   |  |
|                                                  |                          | Diana Guardato                                       | Zaccaria Guardato                                    |  |  |       |  |  |                     |  |  |                   |  |
|                                                  |                          | Diana Guardato                                       | Zaccaria Guardato                                    |  |  |       |  |  |                     |  |  |                   |  |
|                                                  |                          | Diana Guardato                                       | …                                                    |  |  |       |  |  |                     |  |  |                   |  |
| Giovanna d'Aragona                               |                          | Diana Guardato                                       |                                                      |  |  |       |  |  |                     |  |  |                   |  |
|                                                  |                          | Antonio V de Centelles, conte di Valenza e Collesano | Gilabert de Centelles y de Cabrera, conte di Valenza |  |  |       |  |  |                     |  |  |                   |  |
|                                                  |                          | Antonio V de Centelles, conte di Valenza e Collesano | Gilabert de Centelles y de Cabrera, conte di Valenza |  |  |       |  |  |                     |  |  |                   |  |
|                                                  |                          | Antonio V de Centelles, conte di Valenza e Collesano | Costanza Ventimiglia, contessa di Collesano          |  |  |       |  |  |                     |  |  |                   |  |
| Polissena de Centelles                           |                          | Antonio V de Centelles, conte di Valenza e Collesano |                                                      |  |  |       |  |  |                     |  |  |                   |  |
|                                                  |                          | Enrichetta Ruffo, marchesa di Crotone                | Niccolò Ruffo, marchese di Crotone                   |  |  |       |  |  |                     |  |  |                   |  |
|                                                  |                          | Enrichetta Ruffo, marchesa di Crotone                | Niccolò Ruffo, marchese di Crotone                   |  |  |       |  |  |                     |  |  |                   |  |
|                                                  |                          | Enrichetta Ruffo, marchesa di Crotone                | Marguerite de Poitiers                               |  |  |       |  |  |                     |  |  |                   |  |
|                                                  |                          | Enrichetta Ruffo, marchesa di Crotone                |                                                      |  |  |       |  |  |                     |  |  |                   |  |